# Championnats de France de natation 2009
Navigation
Dunkerque 2008 Saint-Raphaël 2010
Les Championnats de France de natation en grand bassin 2009 se sont déroulés du 22 au 26 avril 2009 à Montpellier dans le département de l'Hérault. 
La piscine olympique d'Antigone, dans le quartier du même nom, fut le cadre des 38 épreuves de ces championnats organisés par la section natation du Montpellier Université Club.

## Les minima qualificatifs

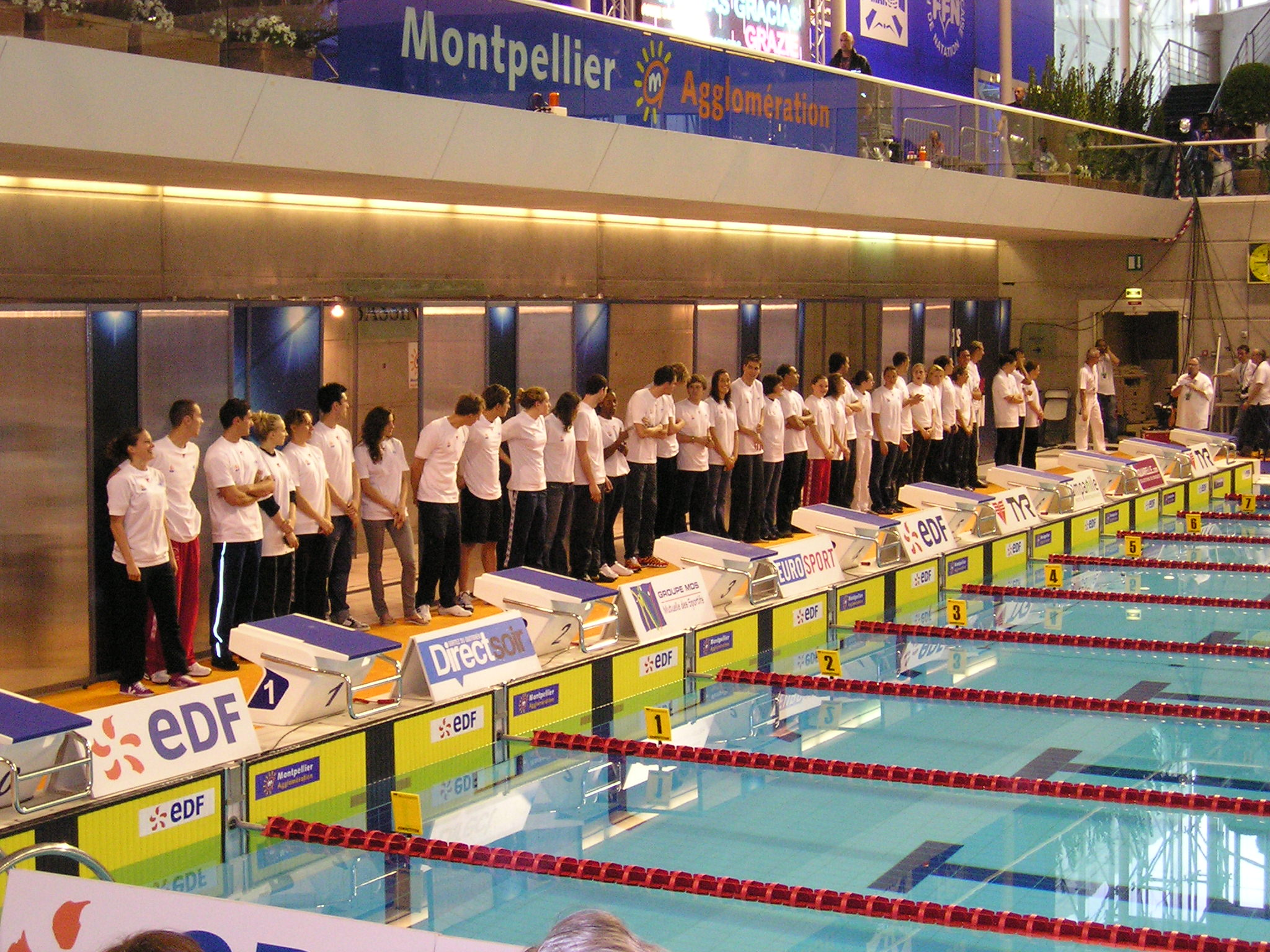
Les trente-cinq nageurs de l'équipe de France au terme des championnats de France, présentés le 26 avril 2009.

Les deux premiers français(e)s de chaque épreuve sont qualifiés pour les Championnats de monde 2009 organisés à Rome s'ils satisfont aux minima suivants :
| Style de nage | Distance | Hommes         | Femmes         |
| Nage libre    | 50 m     | 22 s 00        | 25 s 06        |
| Nage libre    | 100 m    | 48 s 41        | 54 s 31        |
| Nage libre    | 200 m    | 1 min 46 s 65  | 1 min 57 s 64  |
| Nage libre    | 400 m    | 3 min 47 s 17  | 4 min 08 s 47  |
| Nage libre    | 800 m    | 7 min 52 s 24  | 8 min 28 s 16  |
| Nage libre    | 1 500 m  | 15 min 03 s 33 | 16 min 24 s 65 |
| Dos           | 50 m     | 25 s 18        | 28 s 25        |
| Dos           | 100 m    | 54 s 07        | 1 min 00 s 48  |
| Dos           | 200 m    | 1 min 58 s 26  | 2 min 09 s 46  |
| Brasse        | 50 m     | 27 s 73        | 31 s 38        |
| Brasse        | 100 m    | 1 min 00 s 53  | 1 min 08 s 13  |
| Brasse        | 200 m    | 2 min 10 s 27  | 2 min 25 s 68  |
| Papillon      | 50 m     | 23 s 64        | 26 s 34        |
| Papillon      | 100 m    | 51 s 89        | 58 s 32        |
| Papillon      | 200 m    | 1 min 56 s 06  | 2 min 08 s 54  |
| Quatre nages  | 200 m    | 1 min 59 s 90  | 2 min 12 s 61  |
| Quatre nages  | 400 m    | 4 min 15 s 37  | 4 min 38 s 23  |

Les médaillés des Jeux olympiques de Pékin sont déjà qualifiés : Alain Bernard sur 100 mètres nage libre, Amaury Leveaux sur 50 m nage libre, Hugues Duboscq sur 100 et 200 m brasse.
Les titres de 800 m nage libre hommes et 1500 m nage libre femmes ne sont pas décernés, mais une finale directe détermine les qualifiés pour Rome si les minimas ci-dessus sont réalisés.

## Podiums

### Hommes
| Discipline           | Or                                                                                         | Temps                 | Argent | Temps          | Bronze                                                                                         | Temps          |
| Nage libre           |                                                                                            |                       | |                |                                                                                                |                |
| 50 m                 | Frédérick Bousquet CN Marseille                                                            | 20 s 94 RM • RC       | Alain Bernard CN Antibes                                                                                        | 21 s 23        | Amaury Leveaux Mulhouse ON                                                                     | 21 s 59        |
| 100 m                | Frédérick Bousquet CN Marseille                                                            | 47 s 15               | Alain Bernard CN Antibes                                                                                        | 47 s 51        | William Meynard CN Marseille                                                                   | 47 s 77        |
| 200 m                | Grégory Mallet CN Marseille                                                                | 1 min 47 s 91         | Kévin Trannoy Olympic Nice Natation                                                                             | 1 min 48 s 41  | Guillaume Strohmeyer Olympic Nice Natation                                                     | 1 min 48 s 94  |
| 400 m                | Nicolas Rostoucher CS Clichy 92                                                            | 3 min 46 s 28 RF • RC | Anthony Pannier CN Braud Saint-Louis                                                                            | 3 min 49 s 55  | Xavier Leprêtre CS Meaux Natation                                                              | 3 min 50 s 29  |
| 1 500 m              | Nicolas Rostoucher CS Clichy 92                                                            | 14 min 57 s 42 RC     | Anthony Pannier CN Braud Saint-Louis                                                                            | 15 min 06 s 14 | Sébastien Rouault Mulhouse ON                                                                  | 15 min 16 s 79 |
| Dos                  |                                                                                            |                       | |                |                                                                                                |                |
| 50 m                 | Camille Lacourt CN Marseille                                                               | 24 s 78 RF • RC       | Benjamin Stasiulis Lagardère Paris Racing                                                                       | 25 s 03        | Jérémy Stravius Amiens Métropole Natation                                                      | 25 s 05        |
| 100 m                | Jérémy Stravius Amiens Métropole Natation                                                  | 53 s 16 RF • RC       | Benjamin Stasiulis Lagardère Paris Racing                                                                       | 53 s 27        | Pierre Roger Lagardère Paris Racing                                                            | 53 s 55        |
| 200 m                | Benjamin Stasiulis Lagardère Paris Racing                                                  | 1 min 57 s 90         | Jérémy Stravius Amiens Métropole Natation                                                                       | 1 min 59 s 12  | Joris Hustache Lagardère Paris Racing                                                          | 1 min 59 s 46  |
| Brasse               |                                                                                            |                       | |                |                                                                                                |                |
| 50 m                 | Giacomo Perez-Dortona CN Marseille                                                         | 27 s 36 RF • RC       | Tony De Pellegrini Aviron Bayonnais                                                                             | 27 s 82        | Maxime Bussière CN Marseille                                                                   | 27 s 93        |
| 100 m                | Hugues Duboscq CN Le Havre                                                                 | 1 min 01 s 26         | Tony de Pellegrini Bayonne-Aviron Bayonnais                                                                     | 1 min 01 s 29  | Giacomo Perez-Dortona CN Marseille                                                             | 1 min 01 s 33  |
| 200 m                | Tony de Pellegrini Bayonne-Aviron Bayonnais                                                | 2 min 11 s 42         | Thibault Marand Lagardère Paris Racing                                                                          | 2 min 12 s 12  | Fabien Horth ES Massy Natation                                                                 | 2 min 12 s 52  |
| Papillon             |                                                                                            |                       | |                |                                                                                                |                |
| 50 m                 | Romain Sassot Lyon Natation                                                                | 23 s 44               | Antoine Galavtine Lagardère Paris Racing                                                                        | 24 s 03        | Florent Manaudou Ambérieu Natation                                                             | 24 s 07        |
| 100 m                | Clément Lefert Olympic Nice Natation                                                       | 51 s 42 RF            | Romain Sassot Lyon Natation                                                                                     | 52 s 48        | Thomas Vilaceca EN Albi                                                                        | 53 s 19        |
| 200 m                | Clément Lefert Olympic Nice Natation                                                       | 1 min 56 s 20         | Thomas Vilaceca EN Albi                                                                                         | 1 min 56 s 88  | Christophe Lebon CN Antibes                                                                    | 1 min 56 s 97  |
| 4 nages              |                                                                                            |                       | |                |                                                                                                |                |
| 200 m                | Fabien Horth Acqua Club Pontault-Roissy                                                    | 1 min 59 s 58 RF      | Christophe Soulier Montpellier ANUC                                                                             | 2 min 01 s 36  | Joris Desmaret CN Marseille                                                                    | 2 min 04 s 13  |
| 400 m                | Anthony Pannier CN Braud Saint-Louis                                                       | 4 min 16 s 97 RF • RC | Raoul Shaw AMSL Fréjus                                                                                          | 4 min 19 s 87  | Sébastien Rouault Mulhouse ON                                                                  | 4 min 22 s 54  |
| Relais               |                                                                                            |                       | |                |                                                                                                |                |
| 4 × 100 m nage libre | CN Marseille Nosy Pelagie Nabil Kebbab ( ) Camille Lacourt William Meynard                 | 3 min 15 s 70         | Lagardère Paris Racing Darian Townsend ( ) Kévin Munier Antoine Galavtine Sébastien Bodet                       | 3 min 17 s 37  | CS Clichy 92 Julien Sicot Pierre-Yves Romanini ( ) Hugues Lezotre David Maitre                 | 3 min 21 s 99  |
| 4 × 200 m nage libre | Olympic Nice Natation Yannick Agnel Kevin Trannoy Mathieu Fonteyn ( ) Guillaume Strohmeyer | 7 min 22 s 93         | Lyon Natation Arthur Raffard Robin Blanchard Thibaud Pierre Romain Sassot                                       | 7 min 30 s 79  | Dauphins Toulouse OEC Paul-Bernard Marie-Rose Lorys Bourelly Loïc Branda Julien Sauvage        | 7 min 31 s 32  |
| 4 × 100 m 4 nages    | CN Marseille Camille Lacourt Maxime Bussière William Meynard Fabien Gilot                  | 3 min 34 s 63 RF • RC | Lagardère Paris Racing Benjamin Stasiulis Henrique Ribeiro Marques Barbosa ( ) Darian Townsend ( ) Kévin Munier | 3 min 35 s 23  | Lagardère Paris Racing Pierre Roger Kristopher Gilchrist ( ) Antoine Galavtine Sébastien Bodet | 3 min 41 s 01  |

### Femmes
| Discipline           | Or                                                                                                 | Temps                  | Argent                                                                              | Temps         | Bronze                                                                                      | Temps         |
| Nage libre           | |                        |                                                                                     |               |                                                                                             |               |
| 50 m                 | Malia Metella Dauphins Toulouse OEC                                                                | 24 s 69 RF • RC        | Hanna Shcherba-Lorgeril CS Clichy 92                                                | 25 s 32       | Aurore Mongel Mulhouse ON                                                                   | 25 s 39       |
| 100 m                | Malia Metella Dauphins Toulouse OEC                                                                | 53 s 49 RF • RC        | Aurore Mongel Mulhouse ON                                                           | 54 s 66       | Hanna Shcherba-Lorgeril CS Clichy 92                                                        | 55 s 32       |
| 200 m                | Coralie Balmy Dauphins Toulouse OEC                                                                | 1 min 57 s 29 RC       | Camille Muffat Olympic Nice Natation                                                | 1 min 57 s 98 | Ophélie-Cyrielle Étienne Dauphins Toulouse OEC                                              | 1 min 58 s 44 |
| 400 m                | Coralie Balmy Dauphins Toulouse OEC                                                                | 4 min 04 s 96          | Camille Muffat Olympic Nice Natation                                                | 4 min 06 s 13 | Ophélie-Cyrielle Étienne Dauphins Toulouse OEC                                              | 4 min 07 s 68 |
| 800 m                | Coralie Balmy Dauphins Toulouse OEC                                                                | 8 min 25 s 32          | Ophélie-Cyrielle Étienne Dauphins Toulouse OEC                                      | 8 min 27 s 93 | Sophie Huber CN Sarreguemines                                                               | 8 min 31 s 85 |
| Dos                  | |                        |                                                                                     |               |                                                                                             |               |
| 50 m                 | Esther Baron CN Marseille                                                                          | 28 s 76 RC             | Alexianne Castel Dauphins Toulouse OEC                                              | 29 s 03       | Cloé Credeville CS Meaux Natation                                                           | 29 s 11       |
| 100 m                | Esther Baron CN Marseille                                                                          | 1 min 00 s 00          | Alexianne Castel Dauphins Toulouse OEC                                              | 1 min 00 s 19 | Cloé Credeville CS Meaux Natation                                                           | 1 min 01 s 10 |
| 200 m                | Alexianne Castel Dauphins Toulouse OEC                                                             | 2 min 07 s 55          | Cloé Credeville CS Meaux Natation                                                   | 2 min 09 s 79 | Esther Baron CN Marseille                                                                   | 2 min 10 s 58 |
| Brasse               | |                        |                                                                                     |               |                                                                                             |               |
| 50 m                 | Sophie de Ronchi ES Massy Natation                                                                 | 30 s 96 RF • RC        | Fanny Babou CNS Saint-Estève                                                        | 31 s 51       | Andréa Baudry CN Marseille                                                                  | 31 s 98       |
| 100 m                | Fanny Babou CNS Saint-Estève                                                                       | 1 min 08 s 37 RF • RC  | Sophie de Ronchi ES Massy Natation                                                  | 1 min 08 s 41 | Coralie Dobral CS Meaux Natation                                                            | 1 min 08 s 74 |
| 200 m                | Sophie de Ronchi ES Massy Natation                                                                 | 2 min 25 s 19 RF • RC  | Coralie Dobral CS Meaux Natation                                                    | 2 min 26 s 71 | Fanny Babou CNS Saint-Estève                                                                | 2 min 27 s 00 |
| Papillon             | |                        |                                                                                     |               |                                                                                             |               |
| 50 m                 | Diane Bui Duyet CN Marseille                                                                       | 26 s 10 RF • RC        | Mélanie Henique Amiens Métropole Natation                                           | 26 s 12       | Angéla Tavernier CN Marseille                                                               | 27 s 24       |
| 100 m                | Aurore Mongel Mulhouse ON                                                                          | 57 s 80 RF • RC        | Diane Bui Duyet CN Marseille                                                        | 58 s 64       | Léa Giraudon CN 95 Ezanville                                                                | 58 s 97       |
| 200 m                | Aurore Mongel Mulhouse ON                                                                          | 2 min 06 s 94          | Magali Rousseau CS Clichy 92                                                        | 2 min 08 s 40 | Léa Giraudon CN 95 Ezanville                                                                | 2 min 09 s 93 |
| 4 nages              | |                        |                                                                                     |               |                                                                                             |               |
| 200 m                | Camille Muffat Olympic Nice Natation                                                               | 2 min 09 s 37 RE • RC  | Sophie de Ronchi ES Massy Natation                                                  | 2 min 12 s 84 | Lara Grangeon CS Calédoniens                                                                | 2 min 13 s 06 |
| 400 m                | Lara Grangeon CN Calédoniens                                                                       | 4 min 40 s 41          | Joanne Andraca AC Hyères                                                            | 4 min 45 s 52 | Karine Detelang Olympic Nice Natation                                                       | 4 min 47 s 82 |
| Relais               | |                        |                                                                                     |               |                                                                                             |               |
| 4 × 100 m nage libre | Dauphins Toulouse OEC Elsa N'Guessan Marie-Sophie Castelle Coralie Balmy Malia Metella             | 3 min 45 s 34          | CS Clichy 92 Hanna Shcherba-Lorgeril Camille Sere Christel Chiboust Magali Rousseau | 3 min 49 s 93 | Stade Français O Courbevoie Fella Bennaceur Clémence Real Léa Balbo Justine Weyders         | 3 min 54 s 12 |
| 4 × 200 m nage libre | Dauphins Toulouse OEC Marie-Sophie Castelle Alexandra Putra Ophélie-Cyrielle Étienne Coralie Balmy | 8 min 14 s 07          | CN Antibes Margaux Farrell Amandine Bouysset Allison Fenasse Lydie Martin           | 8 min 23 s 15 | CNO Saint-Germain-en-Laye Adeline Martin Camille Amardeilh Sarah Beaulne Camille Radou      | 8 min 23 s 27 |
| 4 × 100 m 4 nages    | CN Marseille Esther Baron Andréa Baudry Diane Bui Duyet Angéla Tavernier                           | 4 min 05 s 69 RF clubs | Dauphins Toulouse OEC Alexianne Castel Giulia Zanone Malia Metella Coralie Balmy    | 4 min 08 s 19 | CS Meaux Natation Cloé Credeville Coralie Dobral Shérazade Ramond-Hannane Coralie Codevelle | 4 min 12 s 12 |

### Épreuves hors championnat
| Discipline | 1er                             | Temps             | 2e                                | Temps          | 3e                     | Temps         |
| Dames      |                                 |                   |                                   |                |                        |               |
| 1 500 m    | Camelia Potec Roumanie          | 15 min 52 s 37 RE | Coralie Codevelle CS Meaux Nat.   | 16 min 39 s 44 |                        |               |
| Hommes     |                                 |                   |                                   |                |                        |               |
| 800 m      | Nicolas Rostoucher CS Clichy 92 | 7 min 51 s 57     | Anthony Pannier CN Braud St-Louis | 7 min 54 s 94  | Raoul Shaw AMSL Fréjus | 8 min 01 s 49 |

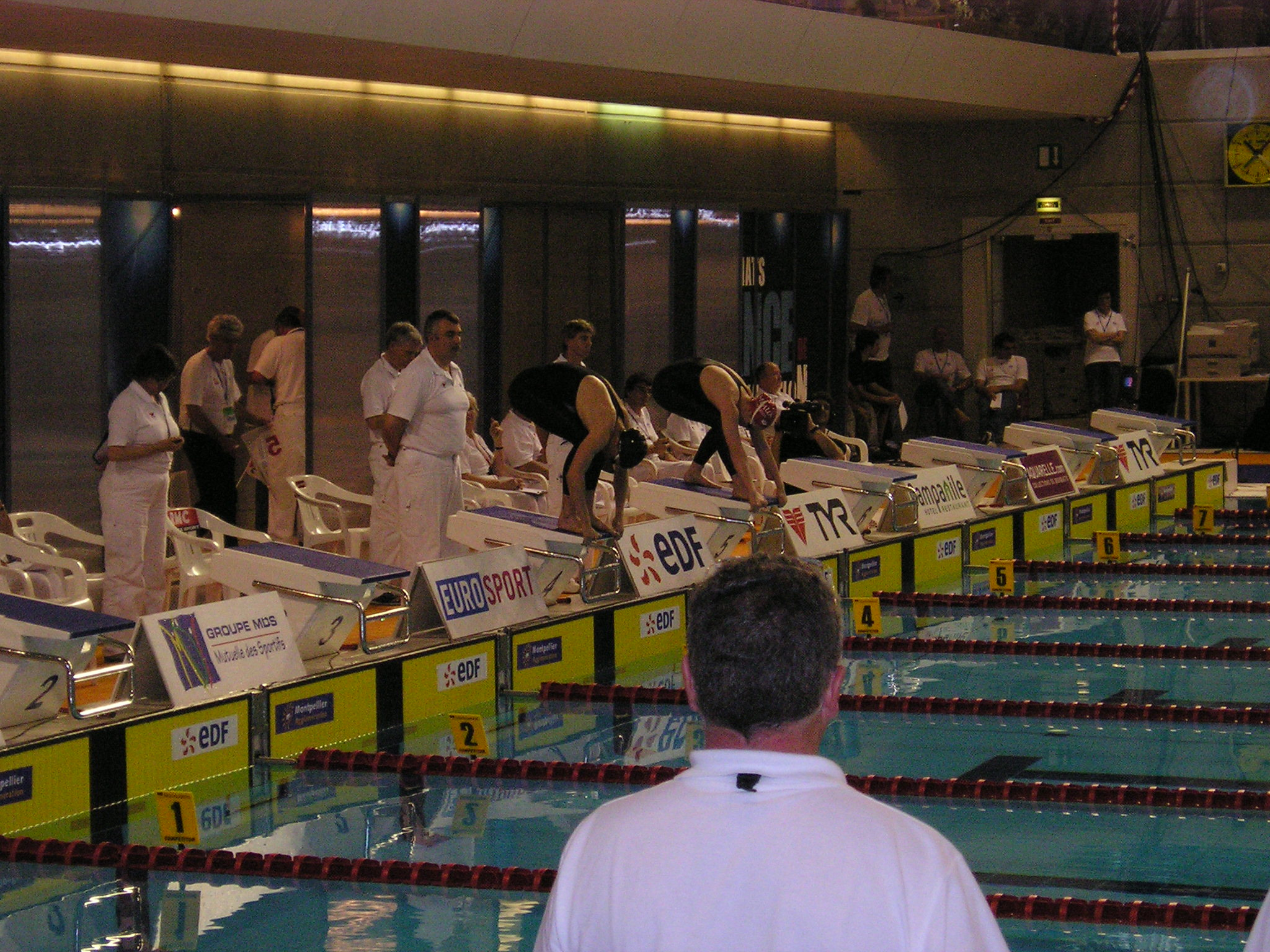
Départ du 1500 mètres dames, à deux concurrentes.
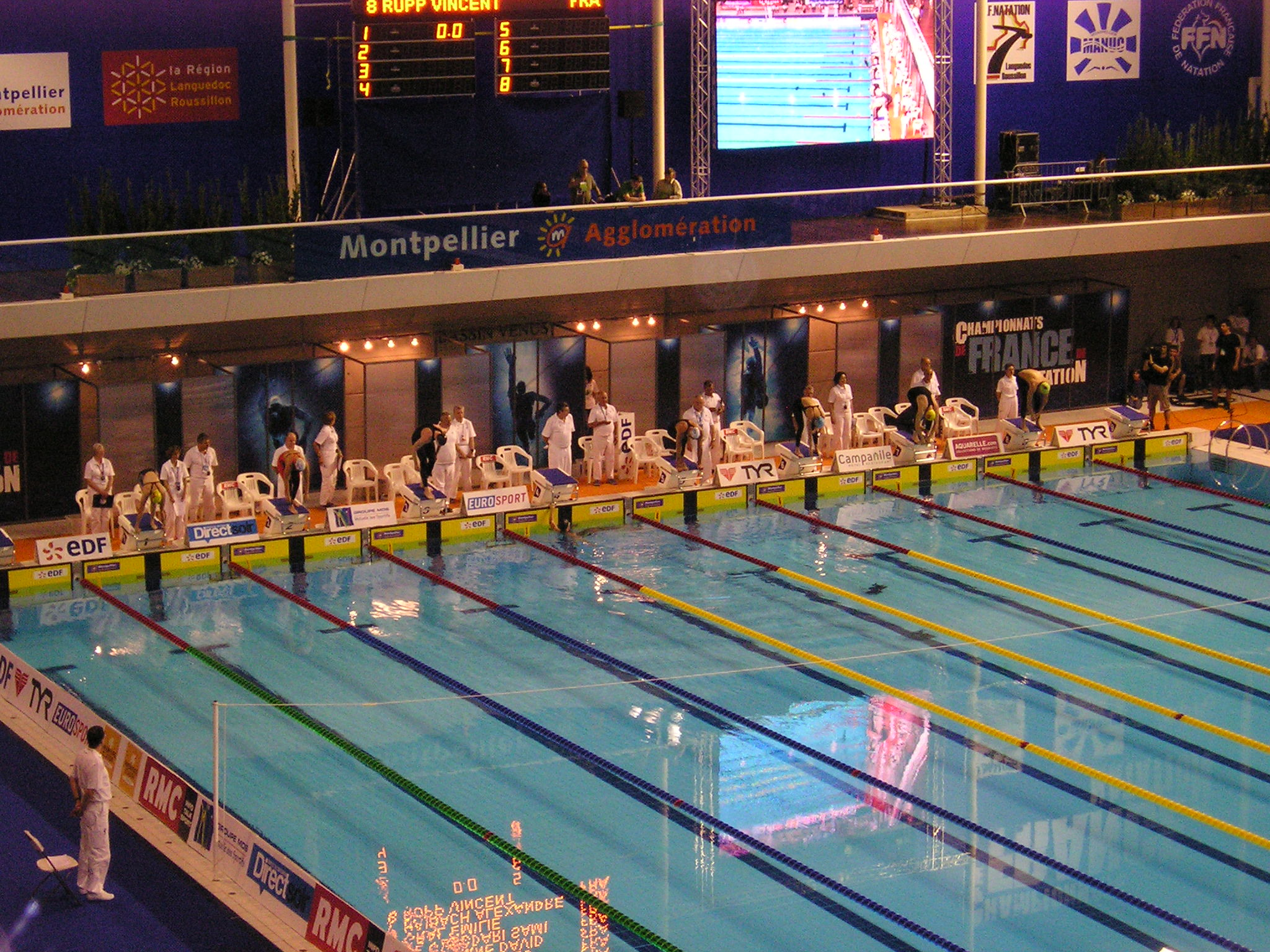
Départ de la finale du 50 mètres handisport.
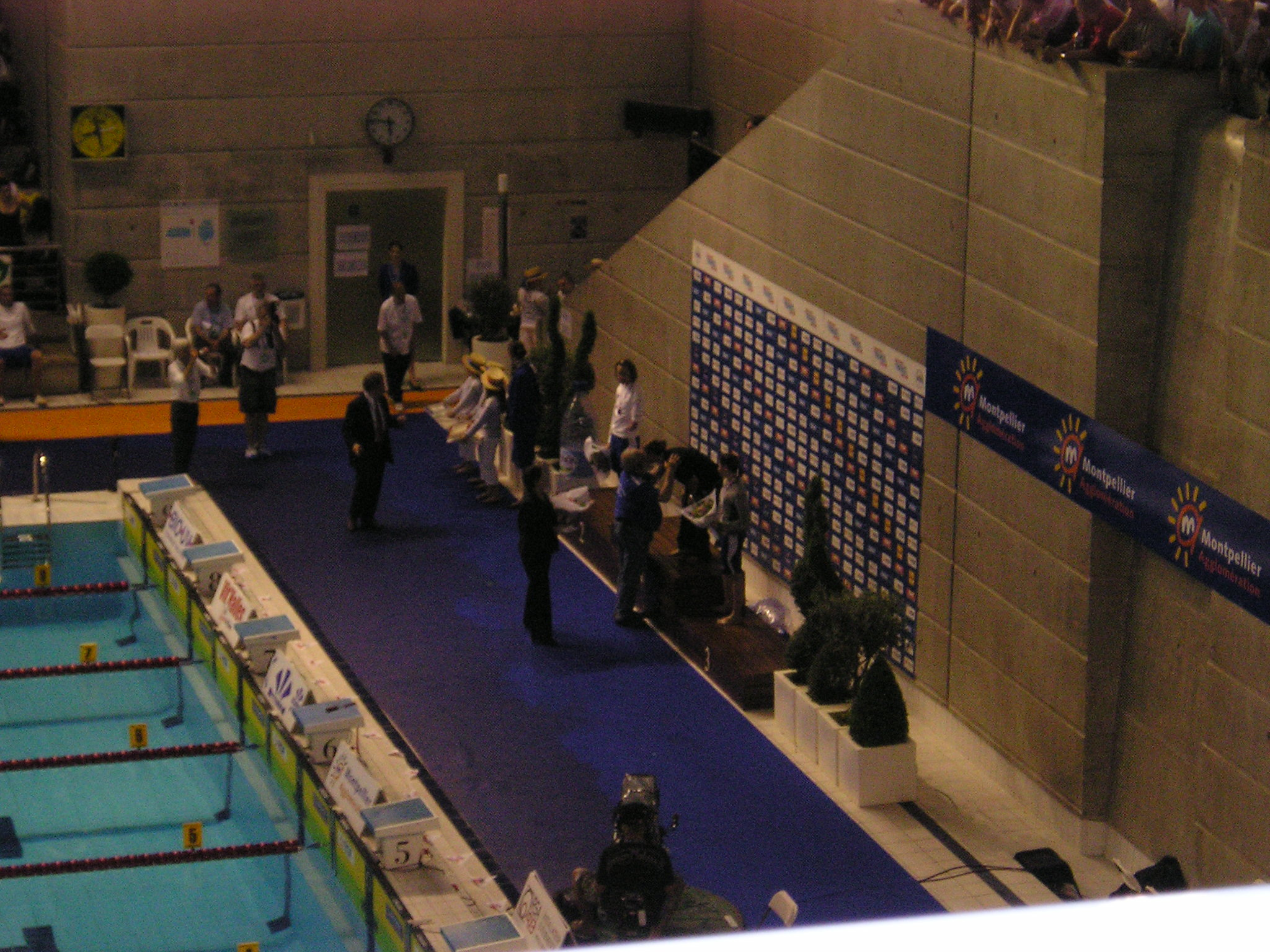
Podium du 50 mètres handisport dames.
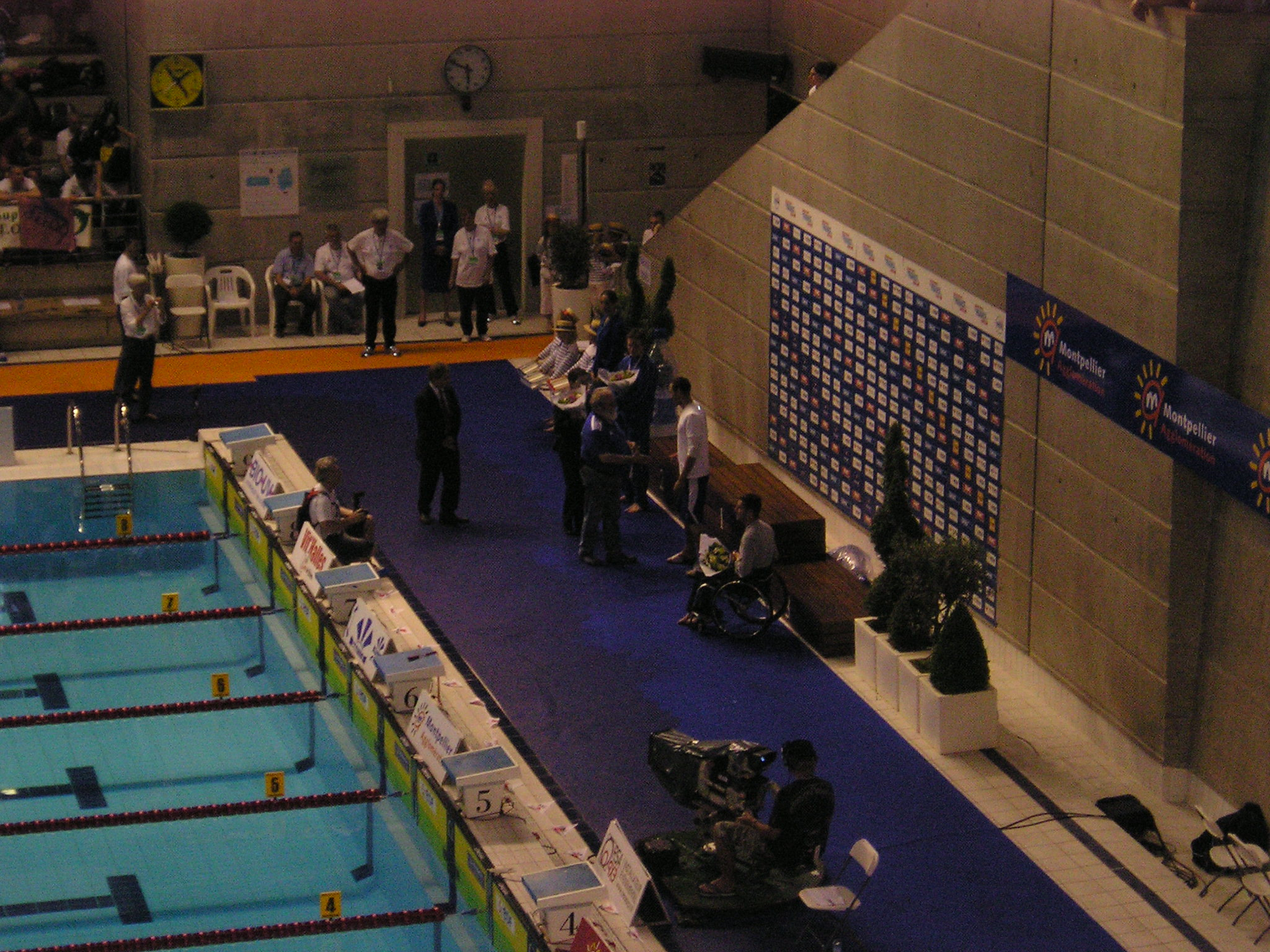
Podium du 50 mètres handisport messieurs.

Le 1500 mètres dames n'a pas donné lieu à un podium.
À ces deux courses, s'ajoute, le samedi 25 avril, une présentation de la natation handisport avec des séries matinales, une finale après-midi de 50 mètres mixte et deux podiums présidés par le docteur Yves Jarrousse, membre du comité d'organisation.

## Les records battus

### Monde

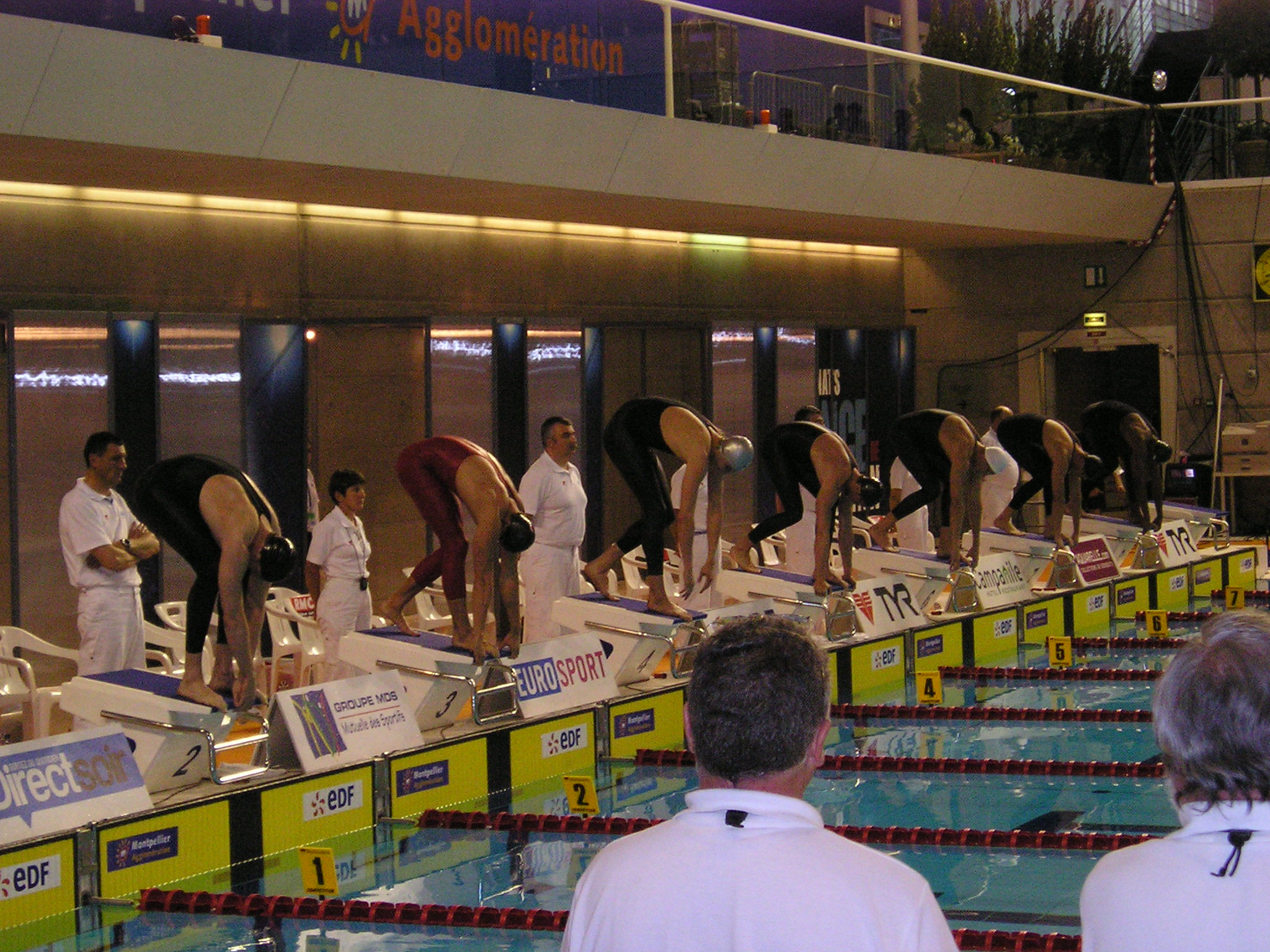
Frédérick Bousquet, couloir 3, au départ du 50 mètres. Alain Bernard, deuxième et également en dessous de l'ancien record, est au couloir 6.

#### Hommes
- 50 m nage libre : 20 s 94 par Frédérick Bousquet le 26 avril
- 100 m nage libre : 46 s 94 par Alain Bernard le 23 avril

### Europe

#### Femmes

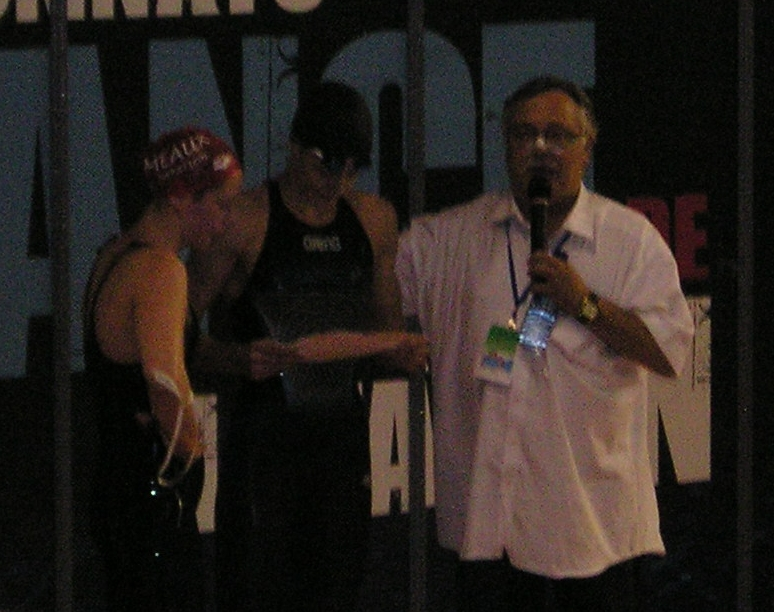
Après le 1500 mètres, Camelia Potec et Coralie Codevelle consultent leurs temps de passage.

- 1500 m nage libre : 15 min 52 s 37 par Camelia Potec ( Roumanie) le 26 avril
- 200 m 4 nages : 2 min 09 s 37 par Camille Muffat le 25 avril

#### Hommes
- 50 m nage libre : 20 s 94 par Frédérick Bousquet le 26 avril
- 100 m nage libre : 46 s 94 par Alain Bernard le 23 avril
- 100 m papillon : 50 s 46  par Rafael Munoz Perez ( Espagne) le 24 avril

### France

#### Femmes
- 50 m nage libre : 24 s 69 par Malia Metella le 26 avril
- 100 m nage libre : 53 s 49 par Malia Metella le 23 avril
- 50 m brasse : 30 s 96 par Sophie de Ronchi le 22 avril
- 50 m brasse : 31 s 65 par Sophie de Ronchi le 22 avril
- 100 m brasse : 1 min 08 s 37 par Fanny Babou le 25 avril
- 200 m brasse : 2 min 25 s 19 par Sophie de Ronchi le 23 avril
- 200 m brasse : 2 min 26 s 33 par Sophie de Ronchi le 23 avril
- 50 m papillon : 26 s 10 par Diane Bui-Duyet le 22 avril
- 50 m papillon : 26 s 51 par Mélanie Henique le 22 avril
- 50 m papillon : 26 s 57 par Mélanie Henique le 22 avril
- 100 m papillon : 57 s 80 par Aurore Mongel le 24 avril
- 200 m 4 nages : 2 min 09 s 37 par Camille Muffat le 25 avril

#### Hommes
- 50 m nage libre : 20 s 94 par Frédérick Bousquet le 26 avril
- 100 m nage libre : 46 s 94 par Alain Bernard le 23 avril
- 400 m nage libre : 3 min 46 s 28 par Nicolas Rostoucher le 24 avril
- 800 m nage libre : 7 min 51 s 57 par Nicolas Rostoucher le 22 avril
- 50 m dos : 24 s 78 par Camille Lacourt le 26 avril
- 50 m dos : 24 s 88 par Jérémy Stravius le 26 avril
- 100 m dos : 53 s 16 par Jérémy Stravius le 22 avril
- 100 m dos : 53 s 58 par Benjamin Stasiulis le 22 avril
- 100 m dos : 54 s 20 par Benjamin Stasiulis le 22 avril
- 200 m dos : 1 min 56 s 64 par Pierre Roger le 24 avril
- 50 m brasse : 27 s 36 par Giacomo Perez-Dortona le 22 avril
- 50 m brasse : 27 s 44 par Giacomo Perez-Dortona le 22 avril
- 50 m brasse : 27 s 50 par Giacomo Perez-Dortona le 22 avril
- 50 m papillon : 22 s 84 par Frédérick Bousquet le 22 avril
- 100 m papillon : 51 s 42 par Clément Lefert le 24 avril
- 100 m papillon : 51 s 50 par Clément Lefert le 24 avril
- 200 m 4 nages : 1 min 59 s 58 par Fabien Horth le 25 avril
- 200 m 4 nages : 2 min 00 s 38 par Christophe Soulier le 25 avril
- 400 m 4 nages : 4 min 16 s 97 par Anthony Pannier le 23 avril